# Bogra (district)
Bogra est un district du Bangladesh. Il est situé dans la division de Rajshahi. La ville principale est Bogra.

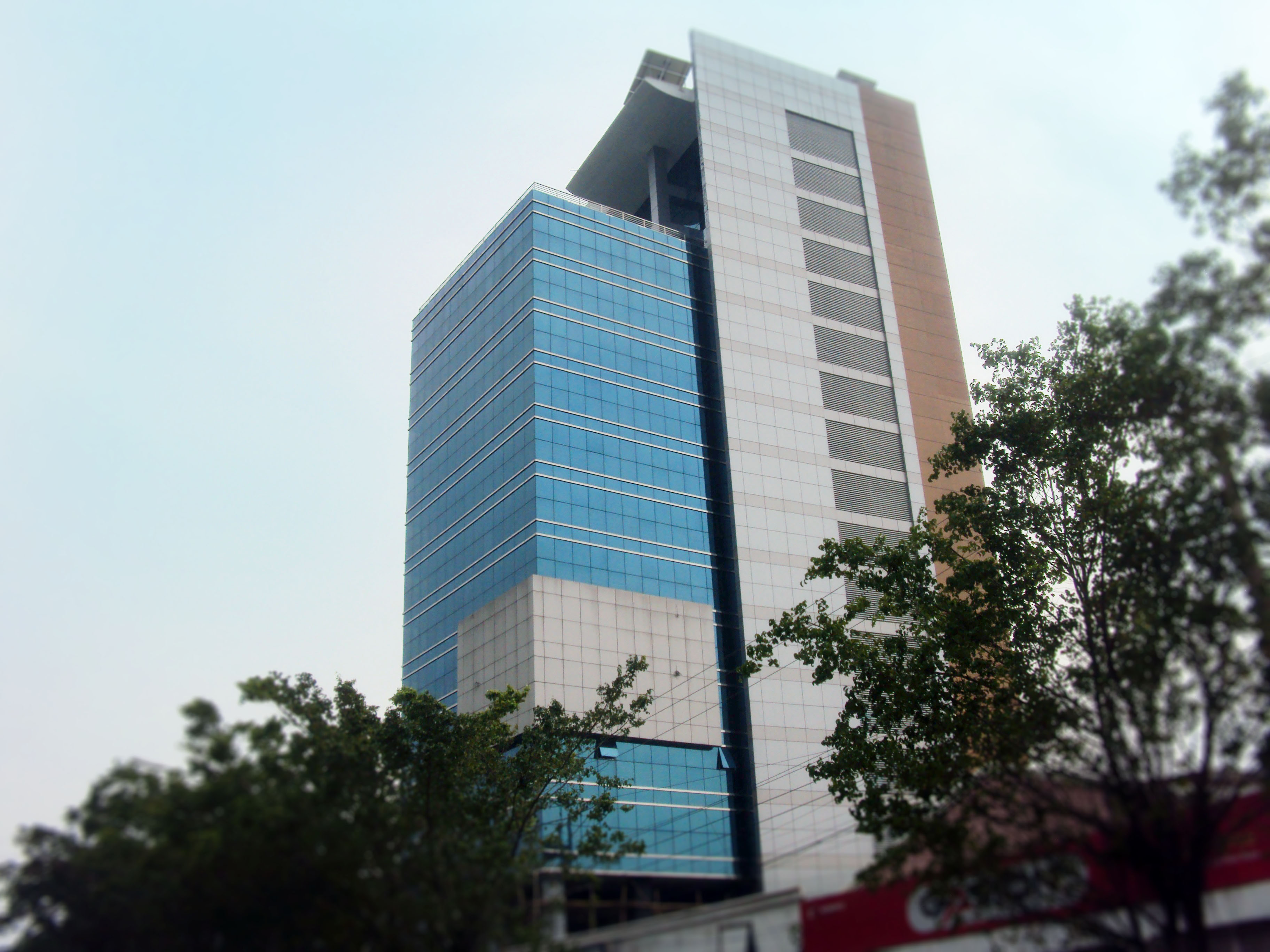
Architecture moderne